# Norton (Automobilhersteller)
Norton war ein US-amerikanischer Hersteller von Automobilen.

## Unternehmensgeschichte
James J. Norton gründete 1898 das Unternehmen in Lowell in Massachusetts. Zunächst war er mit dem Verkauf und der Reparatur von Fahrrädern beschäftigt. 1901 begann die Produktion von Automobilen. Der Markenname lautete Norton. 1902 endete die Fahrzeugproduktion.
Norton gründete daraufhin die Auto Tire Vulcanizing Company in der gleichen Stadt. Außerdem war er 1905 am Norton & Fuller beteiligt.

## Fahrzeuge
Im Angebot stand nur ein Modell. Es hatte einen luftgekühlten Einzylinder-Viertaktmotor mit 3,5 PS Leistung. Er war vorne im Fahrzeug montiert. Die Fahrzeuge waren als Runabout mit Platz für zwei Personen karosseriert. Gelenkt wurde mit einem Lenkhebel. Das Leergewicht war mit rund 166 kg und die Höchstgeschwindigkeit mit 32 km/h angegeben. Der Neupreis betrug 500 US-Dollar.